# Chiococca auyantepuiensis
Chiococca auyantepuiensis är en måreväxtart som beskrevs av Julian Alfred Steyermark. Chiococca auyantepuiensis ingår i släktet Chiococca och familjen måreväxter. Inga underarter finns listade i Catalogue of Life.